# Středoafrický frank

Země, v nichž se používá XOF

Frank BEAC/CFA (kód ISO 4217 je XAF) je měna šesti států ve střední Africe (viz i frank CFA). Zkratka BEAC znamená Banque des États de l'Afrique Centrale ("Banka států střední Afriky") - to je centrální banka, která ho vydává - a zkratka CFA v této souvislosti znamená Coopération financière en Afrique centrale ("finanční spolupráce ve střední Africe").
Banque des États de l'Afrique Centrale sídlí v Yaoundé v Kamerunu a je centrální bankou pro 6 států Středoafrického měnového a hospodářského společenství (CEMAC - Communauté économique et monétaire de l'Afrique Centrale):
- Čad
- Gabon
- Kamerun
- Konžská republika
- Rovníková Guinea
- Středoafrická republika